# 恩托托山 (埃塞俄比亞山脈)

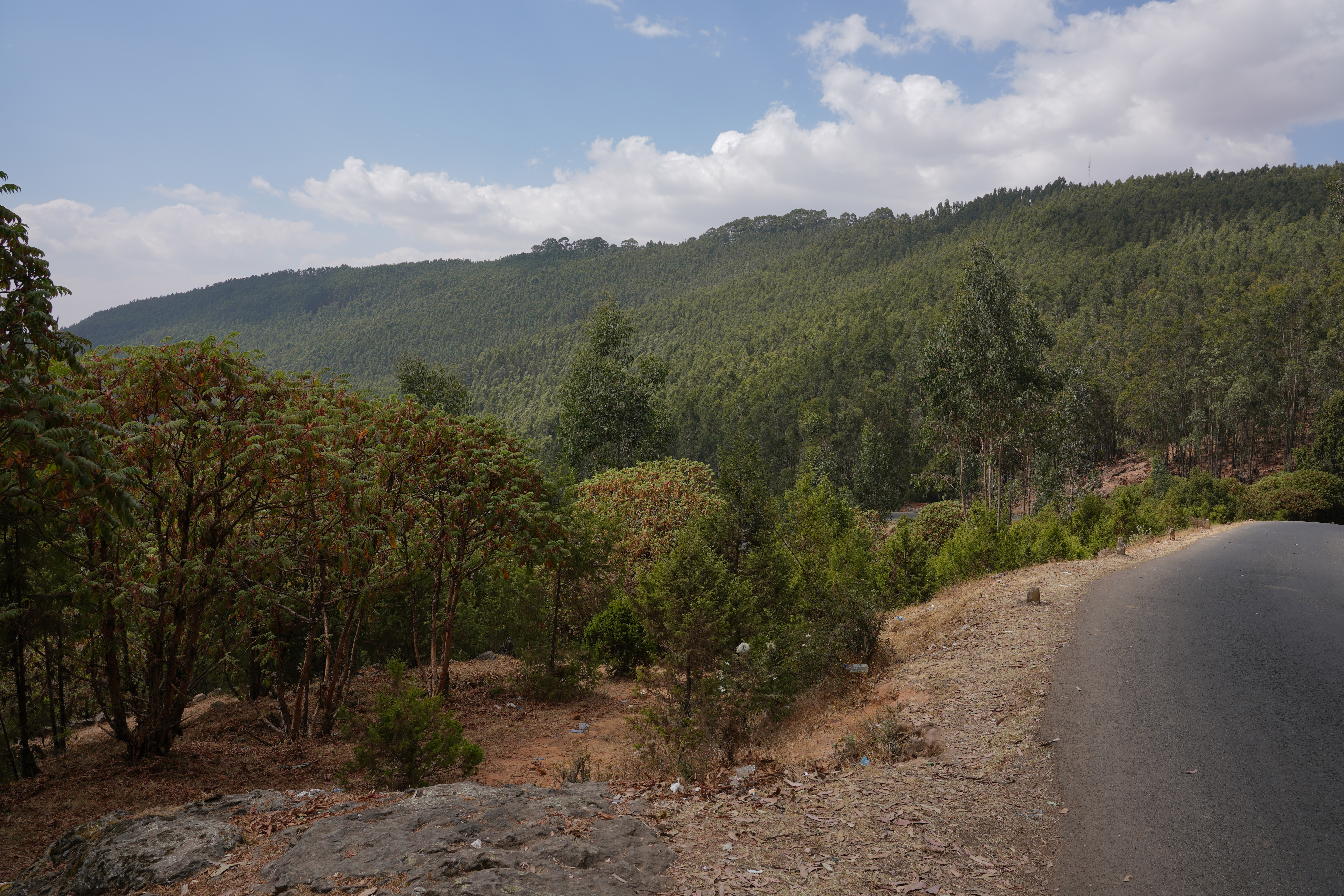

恩托托山是埃塞俄比亞的山脈，位於該國中部，處於首都亞的斯亞貝巴以北，屬於埃塞俄比亞高原的一部分，最高點恩托托山海拔高度3,200米。